# Natti Natasha
Natalia Alexandra Gutiérrez Batista (Santiago de los Caballeros, 10 de dezembro de 1986), conhecida artisticamente como Natti Natasha, é uma cantora e compositora dominicana. Seu primeiro EP, All About Me, foi lançado em 28 de março de 2012, pelo Orfanato Music Group. Seu álbum de estreia, Iluminatti, foi lançado em 15 de fevereiro de 2019, pela Pina Records e Sony Music Latin.

## Início da vida
Natalia nasceu em 10 de dezembro de 1986 em Santiago de los Caballeros, República Dominicana, onde iniciou seu envolvimento com a música. Aos sete anos, Natasha matriculou-se na escola de Belas Artes de Santiago, onde teve aulas de canto e desenvolveu suas habilidades de canto, que ela descreveu como um dos melhores momentos de sua vida. Desde muito jovem, ela admirava artistas como Bob Marley e Jerry Rivera, e especialmente Lauryn Hill, que ela ainda cita como uma de suas favoritas. Natasha também expressou que segue e admira Ivy Queen desde o início da carreira do Queen, com Queen respondendo via Twitter: "Obrigado pelo respeito, admiração. Isso é ter classe, e mais do que tudo, inteligência". Quando ela tinha 18 anos, ela se mudou para o Bronx na esperança de fazer sucesso na "Cidade dos Sonhos". Lá ela conheceu o veterano do reggaeton, Don Omar, que então a contratou para sua gravadora. Ela também é engenheira e trabalhou em uma fábrica de maquiagem.

## Carreira

### 2006–2009: Inícios musicais e D'Style
Aos 18 anos começou a escrever e gravar suas próprias canções, realizando diferentes apresentações musicais que aconteciam em sua cidade natal, Santiago e junto com seus amigos, decidiu formar o grupo musical "D'Style", gravando algumas músicas, o grupo não atingiu os resultados esperados e acabou se desintegrando. Ela foi uma corista do grupo Ingco Crew, participando de algumas músicas como "Chocolate", mas esse grupo também acabou se desintegrando. Como resultado, ela decidiu colocar sua curta carreira musical em um breve hiato. Algum tempo depois, ela retomou sua carreira com a intenção de se lançar como solista do gênero urbano. Nessa época voltou a se encontrar com o produtor musical Link-On, que já naquela época pertencia à equipe de produtores musicais do Orfanato Music Group. Logo em seguida, algumas de suas canções começaram a ser ouvidas em estúdio, até chegarem a Don Omar, que ficou impressionado com seu talento e junto com ele, fizeram a música "Dutty Love".

### 2010-2014: El Orfanato eAll About Me
Assinou contrato com o Orfanato Music Group gravando "Hold Ya" (Remix) com Gyptian e Don Omar em 2010; momento em que teve participação em diversos projetos discográficos, como a compilação de canções do álbum Meet the Orphans. Em 2011, colaborou com Don Omar na canção "Dutty Love", lançada em fevereiro do mesmo ano, canção que lhe rendeu três Billboard Latin Music Awards. A sua voz foi incluída em outras canções e remixes como: "Tu recuerdo" em 2011, "Te dijeron" (Remix) em 2012, entre outras. Em 2012, lançou o EP All About Me, sendo esta a sua primeira compilação de música em inglês. Ela fez uma colaboração temática romântica em 2013 com Farruko em "Crazy In Love" e publicou seu primeiro single solo "Makossa", que alcançou o número 1 no Reggaeton Italia Chart e se posicionou como uma das canções mais ouvidas na Funx Holland por duas semanas consecutivas. Em 2014 apresentou o disco unplugged intitulado "Que pasa", produzido por Gio Williams e gravado nos estúdios El Orfanato, para posteriormente fechar contrato com Don Omar.

### 2015-2017: Pina Records
Começou a trabalhar pela primeira vez com a Pina Records em 2015 para o álbum La Melody de la Calle: 3rd Season de Tony Dize com a canção "Te falto el valor" e para o álbum The Last Don 2 de Don Omar com a canção "Perdido en tus ojos", canção que ganhou disco de platina na Espanha através da PROMUSICAE.
Participou das músicas "Amor de locos" e "Magia" dos álbuns The King Of Romance do cantor Ken-Y,e Latidos do rapper Lápiz Conciente em 2016. Nesse mesmo ano, a cantora Natti Natasha se tornou a primeira  artista mulher a assinar com o selo Pina Records, lançando seu primeiro single sob este intitulado "Otra cosa" em colaboração com Daddy Yankee, que foi lançado em 9 de dezembro de 2016, seu videoclipe dirigido por Luieville & Company seria lançado no ano seguinte. Comercialmente, a música alcançou o número um na República Dominicana 25 e o número 21 na parada de músicas latinas dos EUA.
Em 2017, ele publicou sua música "Criminal" com Ozuna, uma canção composta por ambos os cantores junto com Jhay Cortez, e que conseguiu se posicionar no número 5 na lista Hot Latin Songs,28 e atingir 2 bilhões de visualizações no Youtube.

### 2018-2020:Iluminatti
Durante 2018, fez várias colaborações com artistas como; Thalía, com quem gravou "I don't Remember", Bad Bunny gravando "Amantes de Una Noche" e Becky G com "Sin pijama", música que ficou em 4º lugar na lista Hot Latin Songs. Em 2018, ela se tornou a mulher mais vista no YouTube.
ElA lançou seu primeiro álbum de estúdio intitulado Illuminatti em 15 de fevereiro de 2019. O álbum contou com 17 músicas e colaborações com Kany García e Anitta. Illuminatti estreou no número três na parada de álbuns latinos da Billboard nos Estados Unidos com 7.000 unidades vendidas, tornando-se a maior abertura semanal para um álbum latino de uma artista feminina desde El Dorado de Shakira. Em 2019, ela colaborou com Daddy Yankee, os Jonas Brothers e Sebastián Yatra na canção "Runaway".

### 2021-Presente: Sony Music
No início de 2021, iniciou seu contrato com a gravadora Sony Music, com a qual lançou o primeiro single de seu álbum Nattividad, "Antes Que Salga el Sol" junto com Prince Royce. Em 24 de setembro de 2021, na Semana de Música Latina 2021 da Billboard, Natasha voltou ao palco pela primeira vez em dois anos, apresentando suas principais faixas. Sua série documental de seis episódios, Everybody Loves Natti , estreou em 19 de novembro de 2021.
Em 13 de janeiro de 2022, Natasha colaborou com o girl group sul-coreano Momoland para a música "Yummy Yummy Love", marcando seu retorno ao cantar em inglês desde seu EP de estreia e sua primeira colaboração com um artista asiático.

## Vida pessoal
Em 2020, Natasha tem sido vegetariana desde 2015. Ela confirmou sua relação amorosa com o produtor Raphy Pina, proprietário da Pina Records no final de janeiro de 2021. Em 18 de fevereiro daquele ano, após ganhar o Prêmio Lo Nuestro na categoria Canção Tropical do Ano, tornou pública sua gravidez. Em 22 de maio de 2021, sua filha Vida Isabelle nasceu no hospital em South Miami, Estados Unidos.

## Discografia
- All About Me (2012)
- Iluminatti (2019)
- Nattividad (2021)

## Turnês
- IlumiNATTI Tour (2019)
- NattiVidad Tour (2022)